# اچ‌ام‌اس هورنت (۱۹۱۱)
اچ‌ام‌اس هورنت (۱۹۱۱) (به انگلیسی: HMS Hornet (1911)) یک کشتی بود که طول آن ۲۴۶ فوت (۷۵ متر) بود. این کشتی در سال ۱۹۱۱ ساخته شد.